# St. Judas Thaddäus (Landwehrhagen)

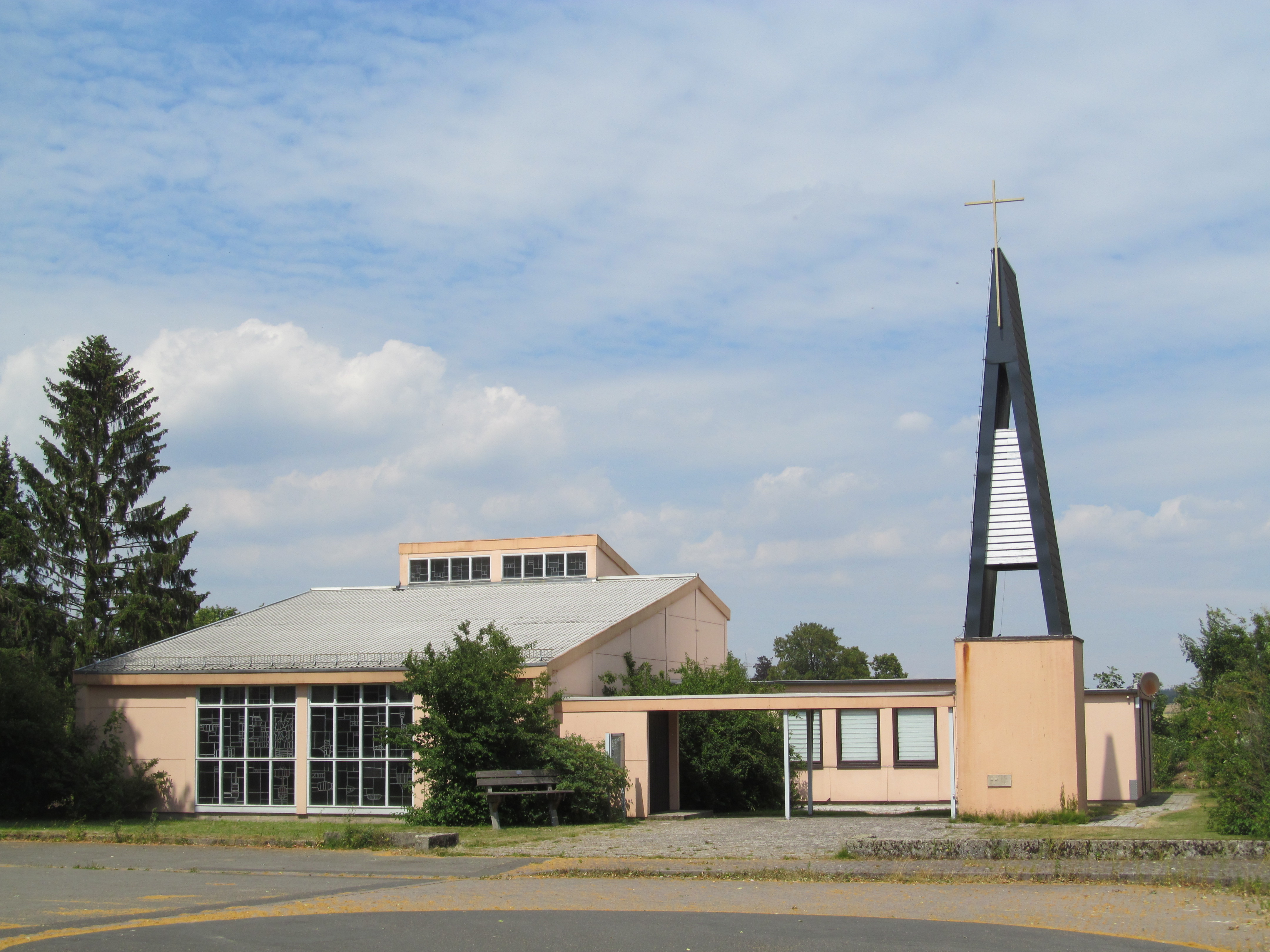
Außenansicht

Die Kirche St. Judas Thaddäus ist die katholische Kirche in Landwehrhagen, einem Ortsteil der Gemeinde Staufenberg im Landkreis Göttingen in Niedersachsen, sie steht am nördlichen Ende der Feldhofstraße. Die Kirche gehört zur Pfarrgemeinde St. Elisabeth mit Sitz in Hann. Münden, im Dekanat Göttingen. Sie ist die südlichste Kirche im Bistum Hildesheim. Die Kirche ist nach dem heiligen Apostel Judas Thaddäus benannt. Das Einzugsgebiet der Kirche umfasst die zehn Ortsteile der politischen Gemeinde Staufenberg mit etwa 700 Katholiken.

## Geschichte
1967 wurde die Kirche als Filialkirche der Pfarrei St. Elisabeth erbaut und am 6. April 1968 benediziert. Zuvor fanden katholische Gottesdienste in der evangelischen Kirche statt.

## Architektur und Ausstattung
Die Kirche wurde nach Plänen des Diözesanbauamtes errichtet, ausgeführt als Beton-Fertigteilkirche mit freistehendem Turm.